# Phyllanthus discolor
Phyllanthus discolor là một loài thực vật có hoa trong họ Diệp hạ châu. Loài này được Poepp. ex Spreng. miêu tả khoa học đầu tiên năm 1826.